# Grand Prix São Paulo 2021
Grand Prix São Paulo 2021, oficjalnie Formula 1 Heineken Grande Prêmio de São Paulo 2021 – dziewiętnasta runda Mistrzostw Świata Formuły 1 w sezonie 2021. Grand Prix odbywa się w dniach 12–14 listopada 2021 na torze Autódromo José Carlos Pace w São Paulo. Wyścig wygrał Lewis Hamilton (Mercedes), a na podium kolejno stanęli Max Verstappen (Red Bull) oraz po starcie z pole position Valtteri Bottas (Mercedes).

## Tło

### Format weekendu
Grand Prix São Paulo 2021 było trzecim i ostatnim wyścigiem w tamtym sezonie, w którym zastosowany był inny format weekendu po Grand Prix Wielkiej Brytanii 2021 oraz Grand Prix Włoch 2021. Zgodnie z tym formatem w piątek odbyła się tylko jedna sesja treningowa oraz kwalifikacyjna ustalające kolejność do sprintu, który odbył się w sobotę, po drugiej sesji treningowej. Kwalifikacje sprinterskie ustaliły kolejność do niedzielnego wyścigu głównego.

#### Kwalifikacje sprinterskie
Kwalifikacje sprinterskie odbyły się na dystansie 100 km, co daje 24 okrążenia w przypadku toru Autódromo José Carlos Pace. Sprint ustalił kolejność do niedzielnego wyścigu głównego. Kolejność startowa została ustalona poprzez kwalifikacje w standardowym formacie Q1, Q2 i Q3. Trzy pierwsze miejsca otrzymały punkty do klasyfikacji generalnej Mistrzostw Świata, które zostały przyznane według klucza 3-2-1.

## Lista startowa
| Nr          | Kierowca           | Zespół                                  | Samochód                          | Silnik                      | Opony |
| ----------- | ------------------ | --------------------------------------- | --------------------------------- | --------------------------- | ----- |
| 3           | Daniel Ricciardo   | McLaren F1 Team                         | McLaren MCL35M                    | Mercedes-AMG F1 M12 1,6 V6T | P     |
| 4           | Lando Norris       | McLaren F1 Team                         | McLaren MCL35M                    | Mercedes-AMG F1 M12 1,6 V6T | P     |
| 5           | Sebastian Vettel   | Aston Martin Cognizant Formula One Team | Aston Martin AMR21                | Mercedes-AMG F1 M12 1,6 V6T | P     |
| 6           | Nicholas Latifi    | Williams Racing                         | Williams FW43B                    | Mercedes-AMG F1 M12 1,6 V6T | P     |
| 7           | Kimi Räikkönen     | Alfa Romeo Racing ORLEN                 | Alfa Romeo C41                    | Ferrari 065/6 1,6 V6T       | P     |
| 9           | Nikita Mazepin     | Uralkali Haas F1 Team                   | Haas VF-21                        | Ferrari 065/6 1,6 V6T       | P     |
| 10          | Pierre Gasly       | Scuderia AlphaTauri Honda               | AlphaTauri AT02                   | Honda RA621H 1,6 V6T        | P     |
| 11          | Sergio Pérez       | Red Bull Racing Honda                   | Red Bull RB16B                    | Honda RA621H 1,6 V6T        | P     |
| 14          | Fernando Alonso    | Alpine F1 Team                          | Alpine A521                       | Renault E-Tech 20B 1,6 V6T  | P     |
| 16          | Charles Leclerc    | Scuderia Ferrari Mission Winnow         | Ferrari SF21                      | Ferrari 065/6 1,6 V6T       | P     |
| 18          | Lance Stroll       | Aston Martin Cognizant Formula One Team | Aston Martin AMR21                | Mercedes-AMG F1 M12 1,6 V6T | P     |
| 22          | Yūki Tsunoda       | Scuderia AlphaTauri Honda               | AlphaTauri AT02                   | Honda RA621H 1,6 V6T        | P     |
| 31          | Esteban Ocon       | Alpine F1 Team                          | Alpine A521                       | Renault E-Tech 20B 1,6 V6T  | P     |
| 33          | Max Verstappen     | Red Bull Racing Honda                   | Red Bull RB16B                    | Honda RA621H 1,6 V6T        | P     |
| 44          | Lewis Hamilton     | Mercedes-AMG Petronas Formula One Team  | Mercedes-AMG F1 W12 E Performance | Mercedes-AMG F1 M12 1,6 V6T | P     |
| 47          | Mick Schumacher    | Uralkali Haas F1 Team                   | Haas VF-21                        | Ferrari 065/6 1,6 V6T       | P     |
| 55          | Carlos Sainz Jr.   | Scuderia Ferrari Mission Winnow         | Ferrari SF21                      | Ferrari 065/6 1,6 V6T       | P     |
| 63          | George Russell     | Williams Racing                         | Williams FW43B                    | Mercedes-AMG F1 M12 1,6 V6T | P     |
| 77          | Valtteri Bottas    | Mercedes-AMG Petronas Formula One Team  | Mercedes-AMG F1 W12 E Performance | Mercedes-AMG F1 M12 1,6 V6T | P     |
| 99          | Antonio Giovinazzi | Alfa Romeo Racing ORLEN                 | Alfa Romeo C41                    | Ferrari 065/6 1,6 V6T       | P     |
| Źródło: FIA |                    |                                         |                                   |                             |       |

## Wyniki

### Zwycięzcy sesji treningowych
| Sesja       | Nr | Kierowca        | Konstruktor | Czas     | Okr. |
| ----------- | -- | --------------- | ----------- | -------- | ---- |
| 1           | 44 | Lewis Hamilton  | Mercedes    | 1:09,050 | 31   |
| 2           | 14 | Fernando Alonso | Alpine      | 1:11,238 | 23   |
| Źródło: FIA |    |                 |             |          |      |

### Kwalifikacje
| P                    | Nr | Kierowca           | Konstruktor           | Czasy w kwalifikacjach | Czasy w kwalifikacjach | Czasy w kwalifikacjach | Poz. s. |
| P                    | Nr | Kierowca           | Konstruktor           | Q1                     | Q2                     | Q3                     | Poz. s. |
| -------------------- | -- | ------------------ | --------------------- | ---------------------- | ---------------------- | ---------------------- | ------- |
| 1                    | 33 | Max Verstappen     | Red Bull Racing-Honda | 1:09,329               | 1:08,499               | 1:08,372               | 1       |
| 2                    | 77 | Valtteri Bottas    | Mercedes              | 1:09,040               | 1:08,426               | 1:08.469               | 2       |
| 3                    | 11 | Sergio Pérez       | Red Bull Racing-Honda | 1:09,172               | 1:08,973               | 1:08,483               | 3       |
| 4                    | 10 | Pierre Gasly       | AlphaTauri-Honda      | 1:09,347               | 1:08,903               | 1:08,777               | 4       |
| 5                    | 55 | Carlos Sainz Jr.   | Ferrari               | 1:09,046               | 1:09,031               | 1:08,826               | 5       |
| 6                    | 16 | Charles Leclerc    | Ferrari               | 1:09,155               | 1:08,859               | 1:08,960               | 6       |
| 7                    | 4  | Lando Norris       | McLaren-Mercedes      | 1:09,365               | 1:09,030               | 1:08,980               | 7       |
| 8                    | 3  | Daniel Ricciardo   | McLaren-Mercedes      | 1:09,374               | 1:09,093               | 1:09,039               | 8       |
| 9                    | 14 | Fernando Alonso    | Alpine-Renault        | 1:09,391               | 1:09,137               | 1:09,113               | 9       |
| 10                   | 31 | Esteban Ocon       | Alpine-Renault        | 1:09,430               | 1:09,189               |                        | 10      |
| 11                   | 5  | Sebastian Vettel   | Aston Martin-Mercedes | 1:09,451               | 1:09,399               |                        | 11      |
| 12                   | 22 | Yūki Tsunoda       | AlphaTauri-Honda      | 1:09,350               | 1:09,483               |                        | 12      |
| 13                   | 7  | Kimi Räikkönen     | Alfa Romeo-Ferrari    | 1:09,598               | 1:09,503               |                        | 13      |
| 14                   | 99 | Antonio Giovinazzi | Alfa Romeo-Ferrari    | 1:09,342               | 1:10,227               |                        | 14      |
| 15                   | 18 | Lance Stroll       | Aston Martin-Mercedes | 1:09,663               |                        |                        | 15      |
| 16                   | 6  | Nicholas Latifi    | Williams-Mercedes     | 1:09,897               |                        |                        | 16      |
| 17                   | 63 | George Russell     | Williams-Mercedes     | 1:09,953               |                        |                        | 17      |
| 18                   | 47 | Mick Schumacher    | Haas-Ferrari          | 1:10,329               |                        |                        | 18      |
| 19                   | 9  | Nikita Mazepin     | Haas-Ferrari          | 1:10,589               |                        |                        | 19      |
| DK                   | 44 | Lewis Hamilton     | Mercedes              | 1:08,733               | 1:08,068               | 1:07,934               | 20      |
| 107% czasu: 1:13,544 |    |                    |                       |                        |                        |                        |         |
| Źródło: FIA          |    |                    |                       |                        |                        |                        |         |

Uwagi
1. ↑  Lewis Hamilton zakwalifikował się na pierwszym miejscu, ale po kwalifikacjach został zdyskwalifikowany ponieważ jego DRS został uznany za niezgodny z przepisami[7]. On został dopuszczony przez stewardów do sprintu kwalifikacyjnego[8].

### Sprint kwalifikacyjny
| P           | Nr | Kierowca           | Konstruktor           | Okr. | Czas      | Start | +/–       | Punkty | Poz. s. |
| ----------- | -- | ------------------ | --------------------- | ---- | --------- | ----- | --------- | ------ | ------- |
| 1           | 77 | Valtteri Bottas    | Mercedes              | 24   | 29:09,559 | 2     | 1         | 3      | 1       |
| 2           | 33 | Max Verstappen     | Red Bull Racing-Honda | 24   | +1,170    | 1     | 1         | 2      | 2       |
| 3           | 55 | Carlos Sainz Jr.   | Ferrari               | 24   | +18,723   | 5     | 2         | 1      | 3       |
| 4           | 11 | Sergio Pérez       | Red Bull Racing-Honda | 24   | +19,787   | 3     | 1         |        | 4       |
| 5           | 44 | Lewis Hamilton     | Mercedes              | 24   | +20,872   | 20    | 15        |        | 10      |
| 6           | 4  | Lando Norris       | McLaren-Mercedes      | 24   | +22,558   | 7     | 1         |        | 5       |
| 7           | 16 | Charles Leclerc    | Ferrari               | 24   | +25,056   | 6     | 1         |        | 6       |
| 8           | 10 | Pierre Gasly       | AlphaTauri-Honda      | 24   | +34,158   | 4     | 4         |        | 7       |
| 9           | 17 | Esteban Ocon       | Alpine-Renault        | 24   | +34,632   | 10    | 1         |        | 8       |
| 10          | 5  | Sebastian Vettel   | Aston Martin-Mercedes | 24   | +34,687   | 11    | 1         |        | 9       |
| 11          | 3  | Daniel Ricciardo   | McLaren-Mercedes      | 24   | +35,869   | 8     | 3         |        | 11      |
| 12          | 14 | Fernando Alonso    | Alpine-Renault        | 24   | +36,578   | 9     | 3         |        | 12      |
| 13          | 99 | Antonio Giovinazzi | Alfa Romeo-Ferrari    | 24   | +41,880   | 14    | 1         |        | 13      |
| 14          | 18 | Lance Stroll       | Aston Martin-Mercedes | 24   | +44,037   | 15    | 1         |        | 14      |
| 15          | 22 | Yūki Tsunoda       | AlphaTauri-Honda      | 24   | +46,150   | 12    | 3         |        | 15      |
| 16          | 6  | Nicholas Latifi    | Williams-Mercedes     | 24   | +46,760   | 16    | Bez zmian |        | 16      |
| 17          | 63 | George Russell     | Williams-Mercedes     | 24   | +47,739   | 17    | Bez zmian |        | 17      |
| 18          | 7  | Kimi Räikkönen     | Alfa Romeo-Ferrari    | 24   | +50,014   | 13    | 5         |        | PL      |
| 19          | 47 | Mick Schumacher    | Haas-Ferrari          | 24   | +1:01,680 | 18    | 1         |        | 18      |
| 20          | 9  | Nikita Mazepin     | Haas-Ferrari          | 24   | +1:07,474 | 19    | 1         |        | 19      |
| Źródło: FIA |    |                    |                       |      |           |       |           |        |         |

Uwagi
1. ↑  Lewis Hamilton otrzymał karę cofnięcia o 5 pozycji za przekroczenie regulanimowego limitu silników spalinowych[11].
2. ↑  Kimi Räikkönen został zmuszony do startu z alei serwisowej za wymianę tylnego skrzydła[12].

### Wyścig
| P           | Nr | Kierowca           | Konstruktor           | Okr. | Czas                       | Start | +/–       | Punkty |
| ----------- | -- | ------------------ | --------------------- | ---- | -------------------------- | ----- | --------- | ------ |
| 1           | 44 | Lewis Hamilton     | Mercedes              | 71   | 1:32:22,851                | 10    | 9         | 25     |
| 2           | 33 | Max Verstappen     | Red Bull Racing-Honda | 71   | +10,496                    | 2     | Bez zmian | 18     |
| 3           | 77 | Valtteri Bottas    | Mercedes              | 71   | +13,576                    | 1     | 2         | 15     |
| 4           | 11 | Sergio Pérez       | Red Bull Racing-Honda | 71   | +39,940                    | 4     | Bez zmian | 12+1   |
| 5           | 16 | Charles Leclerc    | Ferrari               | 71   | +49,517                    | 6     | 1         | 10     |
| 6           | 55 | Carlos Sainz Jr.   | Ferrari               | 71   | +51,820                    | 3     | 3         | 8      |
| 7           | 10 | Pierre Gasly       | AlphaTauri-Honda      | 70   | +1 okrążenie               | 7     | Bez zmian | 6      |
| 8           | 31 | Esteban Ocon       | Alpine-Renault        | 70   | +1 okrążenie               | 8     | Bez zmian | 4      |
| 9           | 14 | Fernando Alonso    | Alpine-Renault        | 70   | +1 okrążenie               | 12    | 3         | 2      |
| 10          | 4  | Lando Norris       | McLaren-Mercedes      | 70   | +1 okrążenie               | 5     | 5         | 1      |
| 11          | 5  | Sebastian Vettel   | Aston Martin-Mercedes | 70   | +1 okrążenie               | 9     | 2         |        |
| 12          | 7  | Kimi Räikkönen     | Alfa Romeo-Ferrari    | 70   | +1 okrążenie               | PL    | 8         |        |
| 13          | 63 | George Russell     | Williams-Mercedes     | 70   | +1 okrążenie               | 17    | 4         |        |
| 14          | 99 | Antonio Giovinazzi | Alfa Romeo-Ferrari    | 70   | +1 okrążenie               | 13    | 1         |        |
| 15          | 22 | Yūki Tsunoda       | AlphaTauri-Honda      | 70   | +1 okrążenie               | 15    | Bez zmian |        |
| 16          | 6  | Nicholas Latifi    | Williams-Mercedes     | 70   | +1 okrążenie               | 16    | Bez zmian |        |
| 17          | 9  | Nikita Mazepin     | Haas-Ferrari          | 69   | +2 okrążenia               | 19    | 2         |        |
| 18          | 47 | Mick Schumacher    | Haas-Ferrari          | 69   | +2 okrążenia               | 18    | Bez zmian |        |
| NS          | 3  | Daniel Ricciardo   | McLaren-Mercedes      | 49   | NU (utrata mocy)           | 11    |           |        |
| NS          | 18 | Lance Stroll       | Aston Martin-Mercedes | 47   | NU (uszkodzenia kolizyjne) | 14    |           |        |
| Źródło: FIA |    |                    |                       |      |                            |       |           |        |

Uwagi
1. ↑  Dodatkowy 1 punkt jest przyznawany kierowcy, który ustanowił najszybsze okrążenie w wyścigu, pod warunkiem, że ukończył wyścig w pierwszej 10.

### Najszybsze okrążenie
| Nr          | Kierowca     | Konstruktor | Czas     | Okr. |
| ----------- | ------------ | ----------- | -------- | ---- |
| 11          | Sergio Pérez | Red Bull    | 1:11,010 | 71   |
| Źródło: FIA |              |             |          |      |

### Prowadzenie w wyścigu
| Nr                              | Kierowca        | Konstruktor | Okrążenia          | Suma |
| ------------------------------- | --------------- | ----------- | ------------------ | ---- |
| 33                              | Max Verstappen  | Red Bull    | 1–27, 31–39, 44–58 | 51   |
| 77                              | Valtteri Bottas | Mercedes    | 28–30              | 3    |
| 44                              | Lewis Hamilton  | Mercedes    | 40–43, 59–71       | 17   |
| \| Wykres \| \| ------ \| \| \| |                 |             |                    |      |
| Źródło: FIA                     |                 |             |                    |      |
| Wykres                          |                 |             |                    |      |
|                                 |                 |             |                    |      |

## Klasyfikacja po wyścigu

### Kierowcy
Źródło: FIA
| P  | +/− | Kierowca           | Starty | Punkty | P1 | P2 | P3 | PP | NO | NS |
| -- | --- | ------------------ | ------ | ------ | -- | -- | -- | -- | -- | -- |
| 1  | 0   | Max Verstappen     | 19     | 332,5  | 9  | 6  | –  | 8  | 4  | 2  |
| 2  | 0   | Lewis Hamilton     | 19     | 318,5  | 6  | 8  | 1  | 3  | 5  | 1  |
| 3  | 0   | Valtteri Bottas    | 19     | 203    | 1  | 1  | 8  | 4  | 4  | 3  |
| 4  | 0   | Sergio Pérez       | 19     | 178    | 1  | –  | 4  | –  | 2  | 1  |
| 5  | 0   | Lando Norris       | 19     | 151    | –  | 1  | 3  | 1  | 1  | 1  |
| 6  | 0   | Charles Leclerc    | 19     | 148    | –  | 1  | –  | 2  | –  | 2  |
| 7  | 0   | Carlos Sainz Jr.   | 19     | 139,5  | –  | 1  | 2  | –  | –  | –  |
| 8  | 0   | Daniel Ricciardo   | 19     | 105    | 1  | –  | –  | –  | 1  | 1  |
| 9  | 0   | Pierre Gasly       | 19     | 92     | –  | –  | 1  | –  | 1  | 3  |
| 10 | 0   | Fernando Alonso    | 19     | 62     | –  | –  | –  | –  | –  | 2  |
| 11 | 0   | Esteban Ocon       | 19     | 50     | 1  | –  | –  | –  | –  | 3  |
| 12 | 0   | Sebastian Vettel   | 19     | 42     | –  | 1  | –  | –  | –  | 2  |
| 13 | 0   | Lance Stroll       | 19     | 26     | –  | –  | –  | –  | –  | 3  |
| 14 | 0   | Yūki Tsunoda       | 19     | 20     | –  | –  | –  | –  | –  | 4  |
| 15 | 0   | George Russell     | 19     | 16     | –  | 1  | –  | –  | –  | 2  |
| 16 | 0   | Kimi Räikkönen     | 17     | 10     | –  | –  | –  | –  | –  | 1  |
| 17 | 0   | Nicholas Latifi    | 19     | 7      | –  | –  | –  | –  | –  | 1  |
| 18 | 0   | Antonio Giovinazzi | 19     | 1      | –  | –  | –  | –  | –  | –  |
| 19 | 0   | Mick Schumacher    | 19     | 0      | –  | –  | –  | –  | –  | 2  |
| 20 | 0   | Robert Kubica      | 2      | 0      | –  | –  | –  | –  | –  | –  |
| 21 | 0   | Nikita Mazepin     | 19     | 0      | –  | –  | –  | –  | –  | 4  |
| P  | +/− | Kierowca           | Starty | Punkty | P1 | P2 | P3 | PP | NO | NS |

### Konstruktorzy
Źródło: FIA
| P  | +/− | Konstruktor               | Starty | Punkty | P1 | P2 | P3 | PP | NO | NS |
| -- | --- | ------------------------- | ------ | ------ | -- | -- | -- | -- | -- | -- |
| 1  | 0   | Mercedes                  | 38     | 521,5  | 7  | 8  | 9  | 7  | 9  | 4  |
| 2  | 0   | Red Bull Racing-Honda     | 38     | 510,5  | 10 | 7  | 3  | 9  | 6  | 3  |
| 3  | 0   | Ferrari                   | 38     | 287,5  | –  | 2  | 2  | 2  | –  | 2  |
| 4  | 0   | McLaren-Mercedes          | 38     | 256    | 1  | 1  | 3  | 1  | 2  | 2  |
| 5  | 0   | Alpine-Renault            | 38     | 112    | 1  | –  | –  | –  | –  | 5  |
| 6  | 0   | Scuderia AlphaTauri-Honda | 38     | 112    | –  | –  | 1  | –  | 1  | 7  |
| 7  | 0   | Aston Martin-Mercedes     | 38     | 68     | –  | 1  | –  | –  | –  | 5  |
| 8  | 0   | Williams-Mercedes         | 38     | 23     | –  | 1  | –  | –  | –  | 3  |
| 9  | 0   | Alfa Romeo Racing-Ferrari | 38     | 11     | –  | –  | –  | –  | –  | 1  |
| 10 | 0   | Haas-Ferrari              | 38     | 0      | –  | –  | –  | –  | –  | 6  |
| P  | +/− | Konstruktor               | Starty | Punkty | P1 | P2 | P3 | PP | NO | NS |